# حكومة رفيق الحريري الرابعة
الحكومة اللبنانية الخامسة والستون بعد الاستقلال والثانية بعهد الرئيس إميل لحود، وهي رابع حكومة يترأسها رفيق الحريري. وقد أتت الحكومة بعد انتخابات مجلس النواب اللبناني بعام 2000. تشكلت الحكومة بموجب المرسوم رقم 4336 تاريخ 26 تشرين الأول / أكتوبر 2000، ونالت الحكومة الثقة بأغلبية 95 صوتاً، وامتناع 17 عن التصويت. واستمرت الحكومة بأعمالها حتى استقالتها في 17 نيسان / أبريل 2003.

## أعضاء الحكومة
- رفيق الحريري: رئيساً لمجلس الوزراء.
- عصام فارس: نائباً لرئيس مجلس الوزراء.
- جان لوي قرداحي: وزيراً للاتصالات.
- نجيب ميقاتي: وزيراً للأشغال العامة والنقل.
- غازي العريضي: وزيراً للإعلام.
- باسل فليحان: وزيراً للاقتصاد والتجارة.
- ميشال موسى: وزيراً للبيئة.
- عبد الرحيم مراد: وزيراً للتربية والتعليم العالي.
- غسان سلامة: وزيراً للثقافة.
- محمود حمود: وزيراً للخارجية والمغتربين.
- إلياس المر: وزيراً للداخلية والبلديات.
- خليل الهراوي: وزيراً للدفاع الوطني.
- علي عجاج عبد الله: وزيراً للزراعة.
- كرم كرم: وزيراً للسياحة.
- أسعد دياب: وزيراً للشئون الاجتماعية.
- سبوح هونانيان: وزيراً للشباب والرياضة.
- سليمان طوني فرنجية: وزيراً للصحة العامة.
- جورج إفرام: وزيراً للصناعة والنفط.
- محمد عبد الحميد بيضون: وزيراً للطاقة والمياه.
- سمير الجسر: وزيراً للعدل.
- علي قانصوه: وزيراً للعمل.
- فؤاد السنيورة: وزيراً للمالية.
- مروان حمادة: وزيراً للمهجرين.
- طلال أرسلان: وزير دولة.
- بشارة مرهج: وزير دولة.
- بهيج طبارة: وزير دولة.
- بيار حلو: وزير دولة.
- ميشال فرعون: وزير دولة.
- نزيه حبيب بيضون: وزير دولة.
- فؤاد السعد: وزير دولة لشئون الإصلاح الإداري.

## وصلات خارجية
- موقع رئاسة مجلس الوزراء الرسمي